# Шеклаков, Николай Дмитриевич
Николай Дмитриевич Шеклаков (10 марта 1918, Алексин — 13 июля 1990, Москва) — российский советский дерматолог, доктор медицинских наук, профессор, главный редактор журнала «Вестник дерматологии и венерологии». Заслуженный деятель науки РСФСР.

## Биография
Родился в Алексине Тульской области. Из семьи преподавателей. В 1937 году окончил рабфак, затем поступил во 2-й Московский государственный медицинский институт. С 1940 года слушатель военного факультета этого института.
С сентября 1941 года начальник пункта медицинской помощи 4-го батальона 214-й воздушно-десантной бригады. В феврале 1942 года в составе парашютного десанта заброшен в немецкий тыл на территорию Смоленской области для организации партизанского госпиталя. При попытке перейти вместе с группой раненых линию фронта, захвачен в плен и отправлен сначала в лагерь для военнопленных, затем — в концлагерь Заксенхаузен, через год переведен в лагерь Берген-Бельзен в Германии. Оказывал посильную медицинскую помощь заключенным, принимал участие в лагерном Сопротивлении. Освобождён весной 1945 года.
После возвращения на Родину зачислен в клиническую ординатуру Центрального кожно-венерологического ин-та Наркомата здравоохранения СССР, после её окончания (1950) работал в Московском областном кожно-венерологическом диспансере. Кандидат медицинских наук (1956), доктор медицинских наук (1967).
С 1955 года — на кафедре кожных и венерических болезней Московского медицинского стоматологического ин-та им. Н. А. Семашко (с 1970 года профессор).
Главный редактор журнала «Вестник дерматологии и венерологии» (1973—1989). Почётный член ряда зарубежных обществ дерматологов. Почётный член Международного комитета узников концлагеря Заксенхаузен.
Награждён орденами Отечественной войны 2 степени, Красной Звезды, медалями СССР и ГДР.
Дочь — Марина Шеклакова, известный московский дерматолог, кандидат медицинских наук.
Похоронен в Москве на Кузьминском кладбище.

## Научная деятельность
Первый руководитель студенческого кружка в Московском медико-стоматологическом ин-те (1956—1966), из которого выросли доценты, профессора, кандидаты и доктора медицинских наук.
Автор более 300 работ, посвящённых клинике, профилактике и лечению кожных заболеваний. Исследовал аспекты буллезных дерматозов, вопросы медицинской микологии. Первым в советской дерматологии разработал клиническую классификацию микозов. Предложил в 1977 году классификацию кандидоза, которой пользуются и поныне. У больных буллёзным пемфигоидом и дерматитом Шеклаков описал признак перифокального субэпидермального отделения эпидермиса, который в русской дерматологической литературе известен как «признак Шеклакова». Изучал причины заболеваемости шахтеров Подмосковного угольного бассейна стафилодермиями и возможность профилактики этих заболеваний стафилококковым анатоксином.
Под руководством Н. Д. Шеклакова выполнен ряд кандидатских и докторских диссертаций.

## Монографии
- Пузырчатка. — М., Медиз, 1961. С. 160
- Пузырные заболевания кожи. Руководство по дерматовенерологии. — М., Медицина, 1964, т. III, с. 286—331.
- Поражение слизистой оболочки полости рта при некоторых дерматозах и сифилисе. Учебное пособие (в соавторстве). — М., Моск. мед. стоматол. ин-т. Кафедра кожных и венер. болезней. 1966. С. 45
- Грибковые заболевания человека. — М., Медицина, 1970. С. 216
- Болезни ногтей. — М., Медицина, 1975. С. 216
- Профилактика микозов стоп (в соавторстве с В. Лещенко). — М., ЦНИИ сан. просвещения М-ва здравоохранения СССР (ЦНИИСП). 1977. С. 15
- Буллезные дерматозы (в соавторстве). — М., Медицина, 1979. С. 294
- Профилактика дерматофитий. — М. Знание, 1986. С. 95
- Кожа человека и грибки: Что вам следует знать. — М., Мир, 1988. С. 134